# Danilo (ur. 1990)
Danilo, właśc. Richard Danilo Maciel Sousa Campos (ur. 13 stycznia 1990 w São Luís w stanie Maranhão) – belgijski piłkarz pochodzenia brazylijskiego, grający na pozycji ofensywnego pomocnika.

## Kariera piłkarska

### Kariera klubowa
Wychowanek klubu Standard Liège, w którym występował jego ojciec Wamberto. W wieku 9 lat przeniósł się do szkółki piłkarskiej AFC Ajax. W czerwcu 2007 podpisał pierwszy kontrakt z amsterdamskim klubem, ale grał tylko w juniorskiej drużynie. W sezonie 2009/10 Ligi Europy UEFA był wniesiony na listę piłkarzy Ajaksu.
W 2010 rozpoczął karierę piłkarską w belgijskim Standardzie Liège. 13 lutego 2012 podpisał kontrakt z ukraińskim Metałurhiem Donieck. 9 lipca 2014 przeszedł do rosyjskiej Mordowiji Sarańsk. 7 sierpnia 2015 dołączył do Dnipra Dniepropetrowsk, w którym grał do grudnia 2015. W styczniu 2016 został piłkarzem Antalyasporu.

### Sukcesy
- wicemistrz Belgii: 2011
- zdobywca Pucharu Belgii: 2011